# Mesoleius robustus
Mesoleius robustus är en stekelart som först beskrevs av Léon Abel Provancher 1883.  Mesoleius robustus ingår i släktet Mesoleius och familjen brokparasitsteklar. Inga underarter finns listade i Catalogue of Life.